# Thisted Lufthavn
Thisted Lufthavn (IATA: TED, ICAO: EKTS) er en lufthavn beliggende nær hovedvej 26, to km nord for Tved, syv km sydøst for Hanstholm og 13 km nord for Thisted. Lufthavnen ejes af Thisted Kommune. Lufthavnen er grundlagt i 1970 og havde rutetrafik frem til 2007.
Flyselskabet Sun-Air of Scandinavia har stadig værksted og lager i lufthavnen. Desuden har Thisted Flyveklub hjemme i Thisted Lufthavn.
Ved siden af lufthavnen findes en motocrossbane, en gokartbane, og et 50 MW solcelleanlæg.

## Historie
I efterkrigstiden var der en flyveplads ved Kronborg i den nordlige udkant af Thisted i 1948-1963. Derefter var der en flyveplads vest for Sennels fra 1963. Forholdene i Sennels var ikke optimale for en flyveplads, og der blev taget initiativ til en mere veletableret lufthavn, som også skulle have rutetrafik til København.
Efter at planen blev lanceret i oktober 1968, tog finansiering og godkendelser kun et års tid. I en artikel fra Ålborg Universitet beskrives historien om lufthavnens tilblivelse som "en stærk lokal alliance imellem flyklub, flyoperatører, lokale erhvervsinteresser og kommunerne", som arbejdede sammen om en billig og effektiv løsning. Det skete i en tid med stærk lokal udvikling, hvor man også forventede at Hanstholm Havn kom til at spille en stor rolle.
Landingsbanen blev anlagt i december 1969. Lufthavnen blev indviet 13. september 1970. Ruteflyvning med SAS til/fra Københavns Lufthavn begyndte 1. november 1970. Ruten blev også i perioder befløjet af Cimber eller Mærsk Air, alt sammen inden for Danair-samarbejdet indtil 1991. I 1982-84 var der desuden en udenrigsrute Esbjerg-Thisted-Stavanger.
Efter liberaliseringen af den indenlandske flytrafik omkring 1990 blev ruten befløjet med mindre fly og færre afgange. Det gav et problem med kapacitet og komfort for passagererne. Nogle valgte i stedet at flyve fra Ålborg og Karup. Omkring 1991 blev thistedruten drevet af Muk Air. I 1992-2000 blev den drevet af Sun Air med støtte fra de lokale kommuner og Viborg amt. I 2000-2007 blev ruten drevet af Scan Con Airways, som i perioder bl.a. havde en udenrigsrute København-Thisted-Ålesund.
Passagertallet var på sit højeste i 1978 med ca. 77.000 årligt, men lå ellers i hele perioden 1971-1989 over 30.000 passagerer årligt. I 1990'erne faldt det til ca. 15.000 årligt. Efter 2000 var passagertallet ned til ca. 9000 årligt, lavere end de 12.000 passagerer som blev betragtet som nødvendigt for at kunne opretholde ruten.
Efter nogle år med ruteflyvning to gange dagligt mellem Thisted og København valgte rutens operatør, Flying.dk, som også havde forpagtet lufthavnen, i januar 2007 at indstille ruten, angiveligt på grund af nye EU-krav til særligt radarudstyr.